# District de Soo
Le district de Soo (曽於郡, Soo-gun) est un district de la préfecture de Kagoshima au Japon.
Au 1er décembre 2014, sa population était de 13 312 habitants pour une superficie de 100,82 km2.

## Commune du district
- Ōsaki